# 藍住インターチェンジ
藍住インターチェンジ（あいずみインターチェンジ）は、徳島県板野郡藍住町東中富字鑓場傍示にある徳島自動車道のインターチェンジ。板野町や石井町の最寄りインターチェンジのひとつである。

## 接続する道路
- 徳島県道1号徳島引田線 - この県道を利用すれば高松自動車道の板野インターチェンジまで数分で行くことができる。

## 料金所

### 入口
- ブース数 : 2

2ブースともETC専用および一般またはETC・一般の可変式ブース

### 出口
- ブース数 : 2

2ブースともETC専用および一般またはETC・一般の可変式ブース

## 周辺
- 藍住町役場
- 藍の館
- ゆめタウン徳島

## 隣
E32 徳島自動車道
(1) 徳島IC - (2) 藍住IC - 上板SA - (3) 土成IC